# Pedro Linares
General Pedro Linares (Carache, Estado Trujillo, 1836 - Caracas, Distrito Capital, 23 de marzo de 1921) fue un militar y político venezolano perteneciente al Partido Liberal en el siglo XIX. Fue uno de los Generales al mando de la División Trujillo que ocupó acciones notables en la Batalla de La Victoria (1902).

## Guerra Federal
Durante en la Guerra Federal, en su adolescencia; el General Pedro Linares fue un líder militar
Fue parte de algunos hechos históricos que marcaron precedentes, tal como el de La Mocotí Urdaneta, Trujillo, del que salió vencedor, en tal evento fue lastimado gravemente en el estómago y en una mano que lo dejó sin la capacidad de moverse, al ver que llegaba un cuerpo del ejército enemigo, tomo su revólver y advirtió al General Ferrer. Al final lograron derrotar a sus adversarios.

## Vida política
Fue parte del Partido Liberal. El general Pedro Linares fue presidente del Gran Estado de los Andes, presidente del Estado Falcón, comandante de Armas de los Estados Anzoátegui, Estado Carabobo, Falcón, Región de Los Andes, Jefe Civil y militar del Estado Cojedes, Presidente de la Asamblea Legislativa del Estado Cojedes, Presidente de la Asamblea Legislativa del Gran Estado de Los Andes; Jefe expedicionario del Gobierno Federal del Estado Yaracuy cuando la Revolución Libertadora; Diputado y senador al Congreso Nacional durante varios periodos. En sus últimos años, era vicepresidente del Estado Mérida y miembro del consejo de la Orden del Libertador. Había pertenecido a la corte marcial de la república.
Poseía la orden del libertador en la segunda clase. 
La asamblea legislativa del Estado falcón lo proclamó en gratitud al progreso que instauró en Coro y sus distritos durante dos magistraturas: hijo benemérito del estado falcón.

## Decreto Como Presidente Provisional
En tiempos de conflictos políticos entre conservasionistas y liberales. En el año 1892, luego del éxito de los liberales sobre los conservadores en la Mocotí Urdaneta en el Estado Trujillo, ante un ambiente hostil entre ambos grupos políticos, el gobierno nacional creyó oportuno nombrar al general José María Gómez, delegado nacional en el gran estado de Los Andes, en gran parte se vio asistido por el General Pedro linares. Fue así como el general José María Garía Gómez, delegado nacional civil y militar del estado Los Andes decretó al general Pedro Linares como presidente provisional bajo una serie de artículos que respaldaban legalmente el cargo.

## Batalla de la Victoria
A finales de la Revolución Libertadora tendría lugar la batalla más significativa ocurrida entre octubre y noviembre de 1902, en la cual al presentarse las fuerzas andinas conocidas como la división Trujillo, en defensa de Cipriano Castro, llegaron con refuerzos; un convoy con municiones y suministros transportado desde Caracas por vía férrea, en vista de que escaseaban en La Victoria, lugar donde se perpetuaron los hechos. La división estuvo a cargo de los generales Leopoldo Baptista, Pedro Linares, Pedro María Cárdenas y por los 1.000 hombres más al mando del Juan Vicente Gómez.
Cuando comienzan a acabarse las municiones para el ejército revolucionario, es entonces donde toma lugar una de las acciones más famosas de la batalla, 40 hombres de la División Trujillo realizan una exitosa operación donde cargan en contra de una línea enemiga y ganan terreno. La resistencia Castrista prevaleció sobre los revolucionarios por su disciplina, armamento y unidad de mando; logrando salir invictos, tal acto concluyó con la derrota de los rebeldes quienes tuvieron que replegarse perdiendo gran cantidad de hombres y municiones en el campo de batalla. el poderoso ejército de 12.000 a 16.000 combatientes que habían concentrado sufre unas 3.000 pérdidas. Castro apenas tenía 6.000 soldados.

## Himno del Estado Falcon
En su cargo como Presidente del Estado Falcón entre  1905-1907. El General Pedro Linares convocó un discurso para dar al estado falcón un himno regional, contó con un jurado que otorgó el premio para la letra al poeta Elías David Curiel y a Don Rafael Alcocer, para la música. El himno fue decretado el 27 de abril, entrando en vigencia con su publicación en la gaceta oficial del Estado Falcón no 377. En Coro el 6 de mayo de 1905

## Busto de Homenaje
Se le rindió un homenaje al general Pedro Linares el 13 de octubre de 2001. Familiares del general solicitaron al cronista oficial de la ciudad patrimonial de Santa Ana de Coro en el Estado Falcón, un registro de la repercusión por parte del general en su posición como gobernante, emitido en la plaza Linares de la Ciudad de Santa Ana de Coro. Que  en su memoria el pueblo construyó, para honrar su obra de gobierno en el estado.
En su labor se destacó, el ordenamiento del registro principal de la Ciudad, el cual puso a cargo del falconiano Don Nicolás Curiel Coutinho, se creó la junta de Estadística del Estado Falcón, la imprenta del Estado, se ordenó la educación; nombrando educadores en los distritos de la entidad federal, se crearon registros subalternos en los distritos, se crea el cargo inspector general de milicias, se construyó el puente en el río Coro, se decretó la composición del himno regional, se instalaron los dos primeros teléfonos en la ciudad de Coro, solicitados por la administración Linares el día 24 de septiembre de 1905, colaboró con la impresión de la obra literatura en el siglo XIX del Doctor González Picón Febres, se creó la ley de sellos, en su administración se construyó el puente Coro-La Vela para dar paso al ferrocarril, construcción de aceras y calles, se mejoró el sistema sanitario de los falconianos, se construyó la primera red telegráfica en la Península de Paraguaná. Esto a términos generales puede describir su trabajo de gobierno que llegó a ser descrito de carácter progresista.

## Vida personal
El General Pedro Linares tuvo tres hijos 
Simón Linares Viloria; médico de la Universidad Central de Venezuela
José Antonio Linares Araque; farmacéutico también de la Universidad Central de Venezuela. Diputado y senador al Congreso Nacional; Vicepresidente de la Cámara de Diputados; Subdirector de la Biblioteca Nacional; Secretario General de Gobierno y Encargado de la Presidencia del Estado Zamora (hoy Barinas). Está condecorado con el Busto del Libertador en la Seguncla Clase y la Medalla de Honor de Instrucción Pública.
Pedro Linares Araque, escritor. Sus producciones literarias han sido publicadas en importantes periódicos y revistas del país, entre ellos El Nuevo Diario, El Universal y las Revistas Billiken y Elite. Publicó el año 1934 un opúsculo de versos, titulado Romances Filiales, el cual fue bien acogido por la prensa nacional